# Mandagout

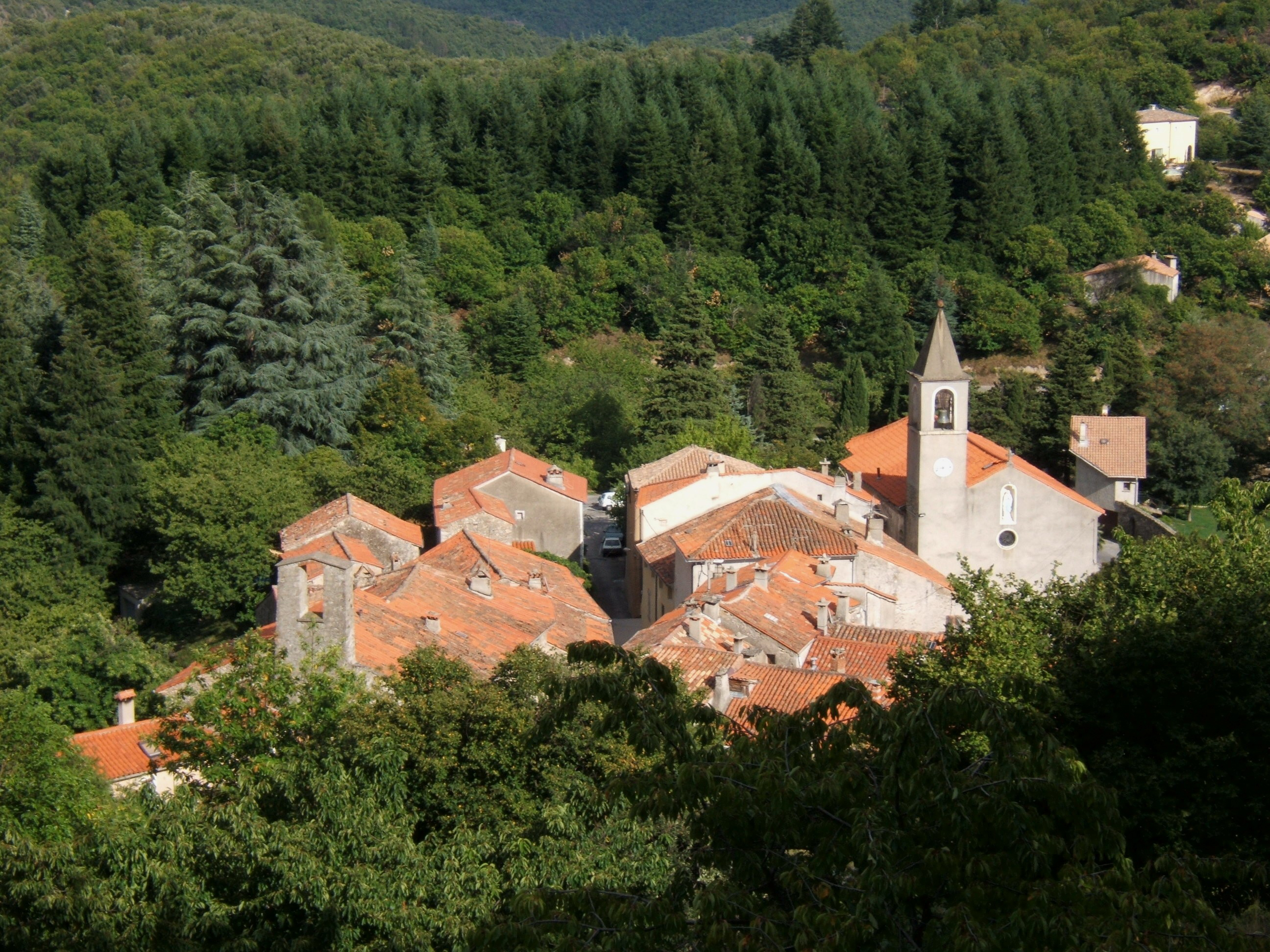
Widok z lotu ptaka

Mandagout – miejscowość i gmina we Francji, w regionie Oksytania, w departamencie Gard.
Według danych na rok 1990 gminę zamieszkiwało 290 osób, a gęstość zaludnienia wynosiła 19 osób/km² (wśród 1545 gmin Langwedocji-Roussillon Mandagout plasuje się na 632. miejscu pod względem liczby ludności, natomiast pod względem powierzchni na miejscu 525.).